# 措辛厄島
55°00′N 10°36′E / 55.000°N 10.600°E

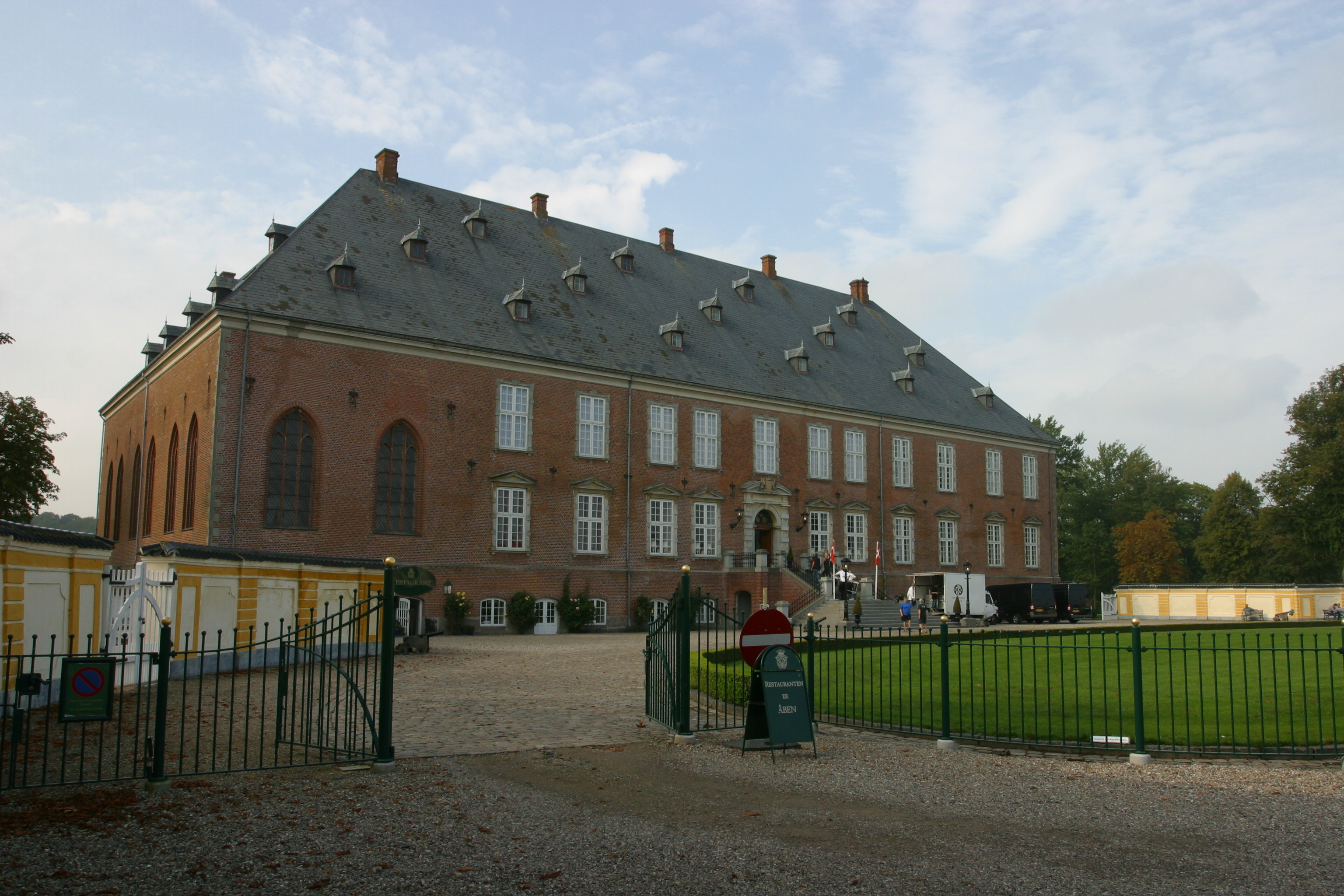

位置圖，措辛厄島以紅色標示

措辛厄島（丹麥語發音：[ˈtsʰɔːˌse̝ŋə] ⓘ）是丹麥的島嶼，位於菲英島以南波羅的海，由南丹麥大區負責管轄，面積70平方公里，最高點海拔高度72米，島上的城堡建於1639年，2012年人口6,210。